# Georges Le Meilleur
Georges Le Meilleur (31 janvier 1861 à Rouen - 9 juin 1945 à Amfreville-la-Mi-Voie) est un peintre et un graveur français.

## Biographie
Georges Le Meilleur est né le 31 janvier 1861 à Rouen, fils d'une famille d'industriels du textile.
Élève d'Edmond Lebel à l'école des beaux-arts de Rouen, il expose au Salon des artistes français une première fois en 1889, un paysage normand ; son adresse parisienne est alors le 6 rue du Val-de-Grâce. Devenu membre de la Société des artistes français, il revient à leur salon en 1904 et 1905, exposant de nouveaux une série de toiles inspirées de la Normandie ; il est dit élève également de Raphaël Collin et d'Albert Dagnaux et résider au 41 rue Bayen. Il a travaillé auprès de Pierre Puvis de Chavannes.
Membre associé de la Société nationale des beaux-arts, il expose à leur salon de 1908 à 1910 une série de gravures sur bois ; il est membre de la Société normande de gravure.
Durant la Première Guerre mondiale, Louis Barthou, ami et collectionneur de son travail, le place aux armées comme peintre.
Après guerre, il rejoint la Société de la gravure sur bois originale, produisant également de nombreuses pointes sèches et eaux fortes.
Il expose à la galerie Legrip à Rouen en 1923, en 1925, en 1928, en 1935, en 1937 et en 1941.
En 1937, il reçoit, pour une série gravée, La Poulinière, le grand prix de la gravure originale en noir de la Société nationale des beaux-arts.
Après s'être retiré route de Paris à Amfreville-la-Mi-Voie, il meurt en juin 1945.

## Œuvre

### Estampes

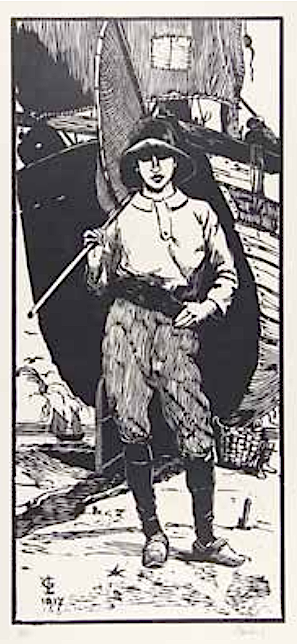
Jeune Pêcheur à Berck, bois, 1917.

Le Meilleur a produit plusieurs centaines d'estampes, dont une quarantaine sont conservées par des institutions publiques françaises, entre autres la Chalcographie du Louvre et le Centre Pompidou (via le fonds d'achat de l'ancien musée du Luxembourg avant 1939). 

### Ouvrages illustrés
- Émile Verhaeren, Les Blés mouvants, bois originaux, Société Les Cent bibliophiles, 1918.
- Guy de Maupassant, Contes normands, frontispice à l'eau forte, Chez Georges Crès, 1920.
- Maurice Barrès, La Mort de Venise, 22 eaux fortes, Chez René Kieffer, 1920.
- Jules Renard, La Lanterne sourde. Coquecigrues, 25 bois originaux, Paul Ollendorff, 1921.
- G. de Maupassant, Histoire d'une fille de ferme, bois originaux, Albert Morancé, 1923.
- Gérard d'Houville, Le Temps d'aimer, bois originaux, Le Livre de demain / Fayard, 1927.
- Alfred de Musset, Sur trois marches de marbre rose, 17 bois originaux en couleurs, Chez l'illustrateur, 1928.